# A-League 2005/06
Die Saison 2005/06 der A-League war die erste Austragung der neuen höchsten Spielklasse im Fußball in Australien. Nach zwölf Monaten ohne einen landesweiten Wettbewerb wurden die ersten Spiele am 26. August 2005 ausgetragen. Einer 21 Spieltage umfassenden Ligarunde folgten die Meisterschaftsplayoffs, in denen die vier besten Mannschaften im Page-Playoff-System den Meister ausspielten.
Das erste A-League-Finale fand am 5. März 2006 statt. Durch einen 1:0-Sieg über die Central Coast Mariners wurde der Sydney FC erster Meister des neuen Ligaformats. Adelaide United wurde als Sieger der Ligarunde (A-League Premiership) ausgezeichnet. Adelaide und Sydney qualifizierten sich durch ihre Erfolge auch für die AFC Champions League 2007, an der erstmals australischen Teams teilnahmen.

## Abschlusstabelle
| Pl. | Verein                 | Sp. | S  | U | N  | Tore    | Diff. | Punkte | Kommentar                             |
| --- | ---------------------- | --- | -- | - | -- | ------- | ----- | ------ | ------------------------------------- |
| 1.  | Adelaide United        | 21  | 13 | 4 | 4  | 033:250 | +8    | 43     | Qualifiziert für das Major Semi-final |
| 2.  | Sydney FC              | 20  | 10 | 6 | 4  | 035:280 | +7    | 36     | Qualifiziert für das Major Semi-final |
| 3.  | Central Coast Mariners | 21  | 8  | 8 | 5  | 035:280 | +7    | 32     | Qualifiziert für das Minor Semi-final |
| 4.  | Newcastle United Jets  | 21  | 9  | 4 | 8  | 027:290 | −2    | 31     | Qualifiziert für das Minor Semi-final |
| 5.  | Perth Glory            | 21  | 8  | 5 | 8  | 034:290 | +5    | 29     |                                       |
| 6.  | Queensland Roar        | 21  | 7  | 7 | 7  | 027:220 | +5    | 28     |                                       |
| 7.  | Melbourne Victory      | 21  | 7  | 5 | 9  | 026:240 | +2    | 26     |                                       |
| 8.  | New Zealand Knights    | 21  | 1  | 3 | 17 | 015:470 | −32   | 06     |                                       |

### Finalrunde
|  | Halbfinale | Halbfinale            | Halbfinale | Halbfinale |  |   | Preliminary Final | Preliminary Final | Preliminary Final |   |             | Grand Final | Grand Final | Grand Final |
|  |            |                       | L1         | L2         |  |   |                   |                   |                   |   |             |             |             |             |
|  |            |                       |            |            |  |   |                   |                   |                   |   |             |             |             |             |
|  | 1          | Adelaide United       | 2          | 1          |  |   |                   |                   |                   |   |             |             |             |             |
|  | 2          | Sydney FC             | 2          | 2          |  |   |                   |                   |                   |   |             | 2           | Sydney FC   | 1           |
|  |            |                       |            |            |  | 1 | Adelaide United   | 0                 |                   | 3 | CC Mariners | 0           |             |             |
|  |            |                       |            |            |  | 3 | CC Mariners       | 1                 |                   |   |             |             |             |             |
|  | 3          | CC Mariners           | 1          | 1          |  |   |                   |                   |                   |   |             |             |             |             |
|  | 4          | Newcastle United Jets | 1          | 0          |  |   |                   |                   |                   |   |             |             |             |             |

Grand Final
| Sydney FC                                | Sydney FC | Central Coast Mariners | Central Coast Mariners |
| ---------------------------------------- | --- | --- | ---------------------- |
| Sydney FC                                | \| 5. März 2006 in Sydney (Aussie Stadium) \| \| Ergebnis: 1:0 (0:0) \| \| Zuschauer: 41.689 \| \| Schiedsrichter: Mark Shield (Townsville) \| | \| 5. März 2006 in Sydney (Aussie Stadium) \| \| Ergebnis: 1:0 (0:0) \| \| Zuschauer: 41.689 \| \| Schiedsrichter: Mark Shield (Townsville) \| | Central Coast Mariners |
| Sydney FC                                | Clint Bolton – Andrew Packer, Mark Rudan (72. Iain Fyfe), Jacob Timpano (81. Ruben Zadkovich), Alvin Ceccoli – Terry McFlynn, Matthew Bingley – Dwight Yorke – David Carney, Steve Corica – Sasho Petrovski (71. Robbie Middleby) Cheftrainer: Pierre Littbarski | Danny Vukovic – Andrew Clark, Alex Wilkinson (84. Paul O’Grady), Michael Beauchamp, Dean Heffernan – Wayne O’Sullivan, André Gumprecht, Noel Spencer, Damien Brown (68. Matthew Osman) – Tom Pondeljak, Stewart Petrie (73. Adam Kwasnik) Cheftrainer: Lawrie McKinna | Central Coast Mariners |
| Sydney FC                                | 1:0 Corica (62.) | | Central Coast Mariners |
| Sydney FC                                | Spencer (57.) | | Central Coast Mariners |
| 5. März 2006 in Sydney (Aussie Stadium)  | | |                        |
| Ergebnis: 1:0 (0:0)                      | | |                        |
| Zuschauer: 41.689                        | | |                        |
| Schiedsrichter: Mark Shield (Townsville) | | |                        |

## Auszeichnungen
| Auszeichnung                                                   | Gewinner                                |
| -------------------------------------------------------------- | --------------------------------------- |
| Johnny Warren Medal (Spieler des Jahres)                       | Bobby Despotovski (Perth Glory)         |
| Reebok Golden Boot Award (Bester Torschütze)                   | Vier Spieler, siehe hier                |
| Hyundai Rising Star Award (Nachwuchsspieler des Jahres (U-20)) | Nick Ward (Perth Glory)                 |
| Hyundai A-League Coach of the Year (Trainer des Jahres)        | Lawrie McKinna (Central Coast Mariners) |
| Zurich Referee of the Year (Schiedsrichter des Jahres)         | Mark Shield                             |
| Joe Marston Medal (Bester Spieler im Grand Final)              | Dwight Yorke (Sydney FC)                |
| Goalkeeper of the Year (Torhüter des Jahres)                   | Clint Bolton (Sydney FC)                |

## Torschützenliste
| Pl. | Nat.                | Spieler           | Verein                 | Tore |
| --- | ------------------- | ----------------- | ---------------------- | ---- |
| 1   | Australien          | Alex Brosque      | Queensland Roar        | 8    |
|     | Australien          | Bobby Despotovski | Perth Glory            | 8    |
|     | Australien          | Archie Thompson   | Melbourne Victory      | 8    |
|     | Schottland          | Stewart Petrie    | Central Coast Mariners | 8    |
| 5   | Australien          | Carl Veart        | Adelaide United        | 7    |
|     | Australien          | Dean Heffernan    | Central Coast Mariners | 7    |
|     | Trinidad und Tobago | Dwight Yorke      | Sydney FC              | 7    |
|     | Australien          | Ante Milicic      | Newcastle United Jets  | 7    |
|     | Australien          | Sasho Petrovski   | Sydney FC              | 7    |
|     | Australien          | Damian Mori       | Perth Glory            | 7    |

## Spielstätten
| Verein                 | Stadion                 | Kapazität | Zuschauerschnitt |
| ---------------------- | ----------------------- | --------- | ---------------- |
| Sydney FC              | Aussie Stadium          | 42.000    | 16.669           |
| Queensland Roar        | Suncorp Stadium         | 52.500    | 14.785           |
| Melbourne Victory      | Olympic Park Stadium    | 18.500    | 14.158           |
| Adelaide United        | Hindmarsh Stadium       | 17.000    | 10.947           |
| Perth Glory            | Members Equity Stadium  | 18.156    | 9.734            |
| Newcastle United Jets  | EnergyAustralia Stadium | 26.164    | 8.912            |
| Central Coast Mariners | Central Coast Stadium   | 20.119    | 7.899            |
| New Zealand Knights    | North Harbour Stadium   | 25.000    | 3.909            |

## Vorsaisonale Wettbewerbe
Vor dem Start der A-League-Saison wurden zwei Wettbewerbe zwischen den Teilnehmern ausgetragen. Neben dem seither obligatorischen Pre-season Cup wurde 2005 auch ein Qualifikationsturnier für die Teilnahme am kontinentalen ozeanischen Vereinswettbewerb ausgetragen.

### World Club Qualification Competition
Die im Mai 2005 ausgetragene World Club Qualification Competition diente zur Findung des australischen Teilnehmers an der OFC Champions Cup 2005. Der neuseeländische A-League-Vertreter New Zealand Knights war bei diesem Wettbewerb nicht startberechtigt. Perth Glory erhielt als amtierender Landesmeister ein Freilos in Runde 1. Wettbewerbssieger Sydney FC gewann anschließend auch das kontinentale Turnier und qualifizierte sich damit für die FIFA-Klub-Weltmeisterschaft 2005. Wegen der Klub-WM-Teilnahme Sydneys wurde die A-League im Dezember für drei Wochen ausgesetzt.
| 1. Runde | 1. Runde          | 1. Runde        |             |        | Halbfinale | Halbfinale | Halbfinale |  |  | Finale | Finale | Finale |
|          |                   |                 |             |        |            |            |            |  |  |        |        |        |
|          | CC Mariners       | 0 (4)1          |             |        |            |            |            |  |  |        |        |        |
|          | Newcastle Jets    | 0 (2)           |             |        |            |            |            |  |  |        |        |        |
|          | Newcastle Jets    | 0 (2)           | CC Mariners | 4      |            |            |            |  |  |        |        |        |
|          |                   |                 | CC Mariners | 4      |            |            |            |  |  |        |        |        |
|          |                   | Adelaide United | 0           |        |            |            |            |  |  |        |        |        |
|          | Adelaide United   | Adelaide United | 0           | 0 (4)1 |            |            |            |  |  |        |        |        |
|          |                   |                 |             | 0 (4)1 |            |            |            |  |  |        |        |        |
|          | Melbourne Victory | 0 (1)           |             |        |            |            |            |  |  |        |        |        |
|          | Melbourne Victory | 0 (1)           | CC Mariners | 0      |            |            |            |  |  |        |        |        |
|          |                   |                 |             | 0      |            |            |            |  |  |        |        |        |
|          |                   | Sydney FC       | 1           |        |            |            |            |  |  |        |        |        |
|          | Perth Glory       | Sydney FC       | 1           |        |            |            |            |  |  |        |        |        |
|          |                   |                 |             |        |            |            |            |  |  |        |        |        |
|          |                   |                 |             |        |            |            |            |  |  |        |        |        |
|          | Perth Glory       | 1               |             |        |            |            |            |  |  |        |        |        |
|          |                   |                 |             |        |            |            |            |  |  |        |        |        |
|          |                   | Sydney FC       | 2           |        |            |            |            |  |  |        |        |        |
|          | Sydney FC         | Sydney FC       | 2           | 3      |            |            |            |  |  |        |        |        |
|          |                   |                 |             | 3      |            |            |            |  |  |        |        |        |
|          | Queensland Roar   | 0               |             |        |            |            |            |  |  |        |        |        |

1 nach Elfmeterschießen

### Pre-Season Challenge Cup
Der Pre-Season Challenge Cup 2005 fand im Juli und August als Vorlauf zur Hauptsaison statt. Die acht A-League-Teams wurden zunächst in zwei Vorrundengruppen à vier Mannschaften aufgeteilt und spielten in einer einfachen Ligarunde. Die beiden Gruppenersten jeder Gruppe rückten in das Halbfinale vor und spielten den Sieger im K.-o.-Verfahren aus.
Erster Titelträger wurden die Central Coast Mariners durch einen 1:0-Erfolg über Perth Glory.

#### Gruppenphase
Gruppe A
| Pl. | Verein                | Sp. | S | U | N | Tore    | Diff. | Punkte |
| --- | --------------------- | --- | - | - | - | ------- | ----- | ------ |
| 1.  | Melbourne Victory     | 3   | 1 | 2 | 0 | 002:100 | +1    | 05     |
| 2.  | Perth Glory           | 3   | 1 | 1 | 1 | 004:400 | ±0    | 04     |
| 3.  | Adelaide United       | 3   | 0 | 3 | 0 | 003:300 | ±0    | 03     |
| 4.  | Newcastle United Jets | 3   | 0 | 2 | 1 | 003:400 | −1    | 02     |

Gruppe B
| Pl. | Verein                 | Sp. | S | U | N | Tore    | Diff. | Punkte |
| --- | ---------------------- | --- | - | - | - | ------- | ----- | ------ |
| 1.  | Sydney FC              | 3   | 2 | 1 | 0 | 005:100 | +4    | 07     |
| 2.  | Central Coast Mariners | 3   | 2 | 0 | 1 | 004:300 | +1    | 06     |
| 3.  | Queensland Roar        | 3   | 1 | 1 | 1 | 006:300 | +3    | 04     |
| 4.  | New Zealand Knights    | 3   | 0 | 0 | 3 | 001:900 | −8    | 0      |

#### Finalrunde
|  | Halbfinale        | Halbfinale |             |             | Finale | Finale |
|  |                   |            |             |             |        |        |
|  |                   |            |             |             |        |        |
|  | Melbourne Victory | 1          |             |             |        |        |
|  | CC Mariners       | 3          |             |             |        |        |
|  |                   |            | CC Mariners | 1           |        |        |
|  |                   |            |             | Perth Glory | 0      |        |
|  | Sydney FC         | 0          |             |             |        |        |
|  | Perth Glory       | 1          |             |             |        |        |
|  |                   |            |             |             |        |        |